# Léonce de Lambertye
Léonce de Lambertye,  (Montluçon, 14 de fevereiro de 1810 - Chaltrait (distrito de Épernay), 30 de agosto de 1877) foi um botânico francês.

## Vida
Lambertye foi descendente de uma família nobre que contou com vários oficiais do antigo tribunal dos duques de Lorraine. Ao contrário dos seus antepassados, preferiu substituir as benesses da nobreza pelo  estudo das ciências naturais e a botânica em especial, do qual era um dos mestres mais autorizados.
A "Sociedade de Agricultura de  Marne" contém no seu acervo uma infinidade de seus trabalhos e relatórios.
Popularizou a  horticultura e a viticultura através de publicações, fundando ou incentivando numerosas sociedades de horticultura, principalmente na de Épernay, da qual era presidente.
Deixou uma multidão de pequenos trabalhos detalhados e práticos sobre jardinagem.

## Obra
Sobre esta ciência publicou várias obras, destacando-se: Description des plantes vasculaires du département de la Marne, com um mapa geológico e botânico; e Coup d’œil sur la botanique et la géologie de l’arrondissement de Sainte-Ménehould.
É o autor de Catalogue des plantes vasculaires de la Marne (1877).